# 12927 Pinocchio
För andra betydelser, se Pinocchio (olika betydelser).
12927 Pinocchio eller 1999 SU9 är en asteroid i huvudbältet som upptäcktes den 30 september 1999 av de båda italienska astronomerna Luciano Tesi och Maura Tombelli vid Pistoia Mountain-observatoriet. Den är uppkallad efter den fiktiva figuren Pinocchio.